# Иванов, Геннадий Михайлович
Генна́дий Миха́йлович Ивано́в (род. 27 мая 1929, Никольск-Уссурийский, Дальневосточный край) — советский и российский учёный-философ, профессор. Область специализации — философия, история, теория и методология социально-исторического познания. Почётный работник высшего профессионального образования Российской Федерации.

## Биография
В 1951 году окончил  исторический факультет Томского государственного педагогического института, а в 1952 году курсы подготовки преподавателей общественных наук по специальности «философия» при Уральском университете. В 1952—1962 годах работал в Томском университете на кафедре философии (ассистент, затем старший преподаватель и доцент). С 1959 года — кандидат наук, тема диссертации — «К вопросу об особенностях познания социальных явлений». С 1962 по 1978 год возглавлял кафедру философии в Томском институте автоматизированных систем управления и радиоэлектроники. С 1978 года заведующий кафедрой в Саровском филиале МИФИ (Горьковская область), впоследствии профессор кафедры философии и истории (до 1992 года кафедра марксизма-ленинизма, затем кафедра гуманитарных наук) в этом же вузе. Под его руководством была перестроена методика преподавания гуманитарных наук в институте: изменено содержание существующих курсов, введены такие новые дисциплины, как культурология, политология, история России, социология, психология и педагогика.

## Научная деятельность
В 1959 году защитил кандидатскую диссертацию по теме «К вопросу об особенностях познания социальных явлений». В 1974 году Геннадий Михайлович Иванов защитил докторскую диссертацию по теме «Методологические аспекты теории исторического источника». В 1973 году в издательстве Томского университета вышла его монография «Исторический источник и историческое познание (методологические аспекты)», а в 1981 году в московском издательстве «Высшая школа» (в соавторстве) — книга «Методологические проблемы исторического познания». Ряд статей Иванова издан в ведущем историческом журнале СССР «Вопросы истории».
В своих трудах Иванов занимается исследованием методологических аспектов истории науки и теоретического источниковедения. Особое внимание он уделяет особенностям исторического познания и источниковедения при описании исторических фактов и построении теорий. Иванов представляет историческое познание как форму ретроспективного самопознания, где связь субъекта и объекта познания формируется социальной и информационной природой исторических памятников как продукта человеческой деятельности. Оказавшись объектом интереса со стороны историка, они приобретают гносеологическую функцию, превращаясь в собственно исторические источники как средство познания прошлого. Такая трансформация связана с профессиональной подготовкой историка и его способностью извлекать из источников объективную и субъективную информацию, используемую для реконструкции исторических фактов.

## Основные работы

### Монографии
- Иванов Г. М. Исторический источник и историческое познание. — Томск: Издательство ТГУ, 1973. — 250 с.
- Иванов Г. М., Коршунов А. М., Петров Ю. В. Методологические проблемы исторического познания. — М.: Высшая школа, 1981. — 296 с. — 5000 экз.

### Статьи
- Иванов Г. М. Своеобразие процесса отражения действительности в исторической науке // Вопросы истории. — 1962. — № 12. — С. 18—35.
- Иванов Г. М. К вопросу о понятии «факт» в исторической науке // Вопросы истории. — 1969. — № 2. — С. 73—87.
- Иванов Г. М. Гносеологические основы исторического источника // Научные доклады высшей школы. Философские науки. — 1973. — № 3. — С. 25—33.
- Иванов Г. М. Кризис позитивистской концепции исторического источника и Б. Кроче // Вопросы истории. — 1974. — № 1. — С. 91—106.
- Иванов Г. М. О социальной природе исторического источника // Труды Томского государственного университета. — 1974. — № 11. — С. 73—85.
- Иванов Г. М. О специфике социального познания // Отв. ред. Н. Н. Козлова. Специфика социального познания : Сборник. — М.: Институт философии АН СССР, 1984.
- Иванов Г. М. Историческая наука в СССР. Рецензии: О. М. Медушевская. Современное зарубежное источниковедение // Вопросы истории. — 1985. — № 12. — С. 124—126.